# Alleyton
Alleyton è una comunità non incorporata degli Stati Uniti d'America della contea di Colorado nello Stato del Texas.

## Geografia fisica
Alleyton si trova sulla riva orientale del fiume Colorado e sulla Farm Road 102 tra la Interstate 10 e la linea principale della Southern Pacific Railroad, tre miglia a est di Columbus, nella parte centrale della contea di Colorado.